# Thomas Clausen
Thomas Clausen (Snogbæk, Ducado de Schleswig (atualmente Dinamarca), 16 de janeiro de 1801 – Tartu, Império Russo, (atualmente Estônia), 23 de maio de 1885) foi um matemático e astrônomo dinamarquês.
Clausen aprendeu matemática em casa. Em 1820 foi aprendiz no Instituto Óptico de Munique, e em 1824 Observatório de Altona, após mostrar a Heinrich Christian Schumacher seu artigo sobre o cálculo de longitude pela ocultação de estrelas pela lua. Retornou para Munique, onde concebeu e publicou seus melhores conhecidos trabalhos sobre matemática. Em 1842 Clausen tornou-se membro do Observatório de Tartu, sendo seu diretor em 1866-1872.
As obras de Clausen incluem estudos sobre a estabilidade do Sistema Solar, movimento de cometas, código telegrático ABC e cálculo de pi com 250 dígitos decimais (mais tarde apenas 248 dígitos foram confirmados ser corretos). Em 1840 descobriu o teorema de von Staudt–Clausen. Também em 1840 encontrou duas construções com compasso e régua de lúnulas com área igual a um quadrado, adicionalmente a três (incluindo a lúnula de Hipócrates) conhecidas do matemático grego antigo Hipócrates de Quios; foi mostrado mais tarde que estas cinco lúnulas são as únicas soluções possíveis deste problema. Em 1854 fatorou o sexto número de Fermat como 264+1 = 67280421310721 × 274177.